# Correus (metropolitana di Barcellona)
Correus (nota anche come Correos) è una stazione dismessa della metropolitana di Barcellona situata tra le stazioni Jaume I e Barceloneta della linea L4, precisamente al termine di Via Laietana dal lato della Plaça Antoni López, a lato della sede centrale delle Poste e Telegrafi. La stazione non è più in servizio ma rimane visibile dai treni in transito in direzione La Pau. Per un certo periodo era rimasto anche l'accesso di superficie, chiuso da una cancellata, poi demolito in seguito all'eliminazione delle barriere architettoniche.

## Storia
La stazione fu inaugurata il 20 febbraio 1934 quando venne realizzato il prolungamento del Gran Metro di cui divenne il nuovo capolinea al posto della stazione di Jaume I. La tratta in cui si trovava divenne poi di pertinenza della linea L4. Fu tolta definitivamente dall'esercizio il 20 marzo 1972, in corrispondenza dei lavori di prolungamento fino alla stazione della Barceloneta, tratta entrata in servizio nel 1976. Dai treni in transito sono ancora visibili diversi cartelloni pubblicitari dell'epoca e manifesti di propaganda elettorale del 1971.